# Boeing 2707
Boeing 2707 – niezrealizowany projekt pierwszego amerykańskiego ponaddźwiękowego samolotu pasażerskiego zdolnego do osiągnięcia prędkości ponaddźwiękowej. Samolot miał być zdolny do transatlantyckiego lotu z prędkością maksymalną rzędu 3 Ma z około trzystoma pasażerami na pokładzie. Projekt anulowano w 1971 roku.

## Wersje
2707-100
Wersja ze skrzydłem o zmiennej geometrii.
2707-200
Podobnie jak w 2707-100, przy czym zastosowano również tzw. canard.
2707-300
Zamiast skrzydła o zmiennej geometrii zastosowano skrzydło delta.

## Podobne samoloty
Samoloty podobne do Boeinga 2707 ze względu na rolę, pojemność, okres produkcji:
- Concorde
- Tu-144